# Лим Хён Су
Лим Хён Су (род. 16 февраля 1955) — канадский пастор, в декабре 2015 года приговорённый в КНДР к пожизненному заключению. По состоянию на декабрь 2016 являлся единственным западным заключённым, удерживаемым в этой стране.

## Биография
Канадец южнокорейского происхождения. Служил в крупной протестантской церкви в Торонто (по другим данным в Миссисоге) и совершил около сотни поездок в КНДР. Он оказывал помощь интернатам для пожилых и сирот. Объемы этой помощи были весьма значительными.

## Преследование
Исчез в феврале 2015. Был арестован в Северной Корее. Его обвинили в «заговоре», намерении свергнуть режим, религиозной деятельности и помощи желающим бежать из страны. На организованной властями пресс-конференции Лим Хён Су признался в антигосударственной активности. При этом известно, что от других ранее задержанных, но впоследствии освобождённых граждан стран Запада северокорейцы также требовали подобных признаний. Сторона обвинения требовала смертной казни. Защита пастора попросила о снисхождении. В декабре 2015 осуждён Высшим Судом Северной Кореи на пожизненную каторгу. Канадские дипломаты специально приезжали в КНДР для встречи с заключённым в декабре 2016 и заявили, что работают над его освобождением.
Канадский священник Лим Хён Су, приговоренный к пожизненному заключению в Северной Корее 8 августа 2017 был выпущен из тюрьмы Высшим судом КНДР "из гуманитарных соображений". Вернулся в Канаду.